# Caecilia crassisquama
Caecilia crassisquama és una espècie d'amfibis de la família Caeciliidae endèmica de l'Equador que habita en montans humits tropicals o subtropicals, plantacions, jardins rurals i zones prèviament boscoses ara molt degradades.